# Half Moon Island
Half Moon Island is een klein onbewoond Antarctisch eiland. Het ligt 1,35 km ten noorden van het Burgas schiereiland van het Livingston Island in de Zuidelijke Shetlandeilanden. Het is 171 hectare groot en is enkel bereikbaar per boot of per helikopter. De Argentijnse marinebasis Cámara is op het eiland gevestigd. Deze is alleen operationeel in de zomer.

## Flora en Fauna
Planten die op het eiland gevonden worden zijn diverse soorten mossen en korstmossen en Antarctische smele.
Het eiland is gekwalificeerd als Important Bird Area (IBA), vooral voor de broedkolonie van een honderdtal koppels zuidpooljagers (skua). Andere vogelsoorten die broeden op het eiland zijn onder andere: stormbandpinguïns, zuidpoolsterns, kelpmeeuwen en stormvogels.
De kerguelenzeebeer en de weddellzeehond komen geregeld voor op de stranden.
Het eiland is een ankerplaats voor zuidpoolcruises in de periode van november tot maart.
Bridgeman · Clarence · Cornwallis · Deception · Elephanteiland · Gibbs · Greenwich · Half Moon Island . King George · Livingston · Low · Nelson · Penguin · Robert · Rowett · Rugged · Smith · Snow